# Stureskolan, Örebro

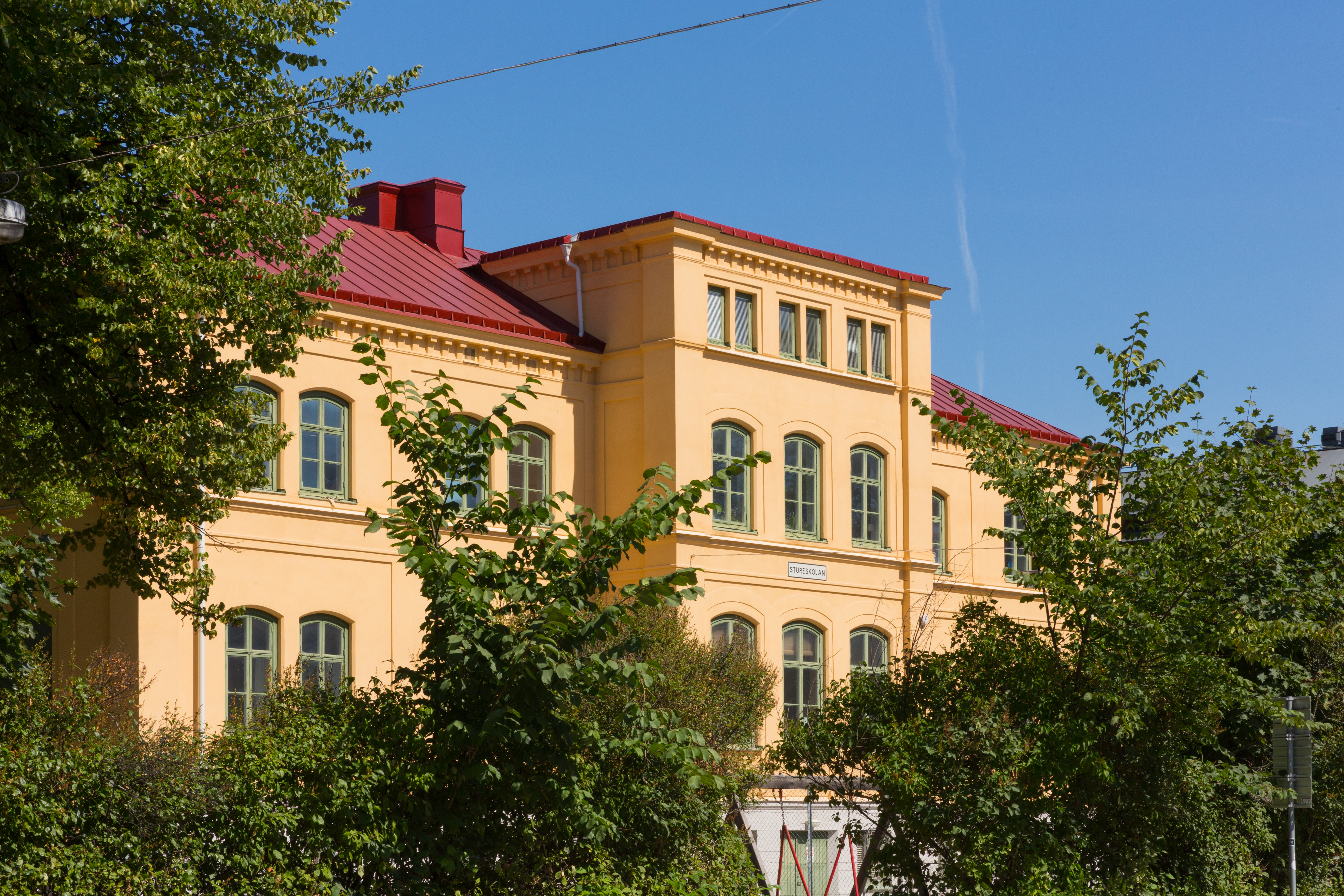
Stureskolan.

Stureskolan är en kommunal grundskola med klasserna F till 3 i Örebro kommun med cirka 250 elever. Den är belägen centralt på Öster i anslutning till Stadsparken och Wadköping.
Verksamheten bedrivs i de två ursprungliga byggnaderna som byggdes på 1880-talet och en paviljong som stod färdig 1998. De två äldsta byggnaderna är kulturminnesmärkta.
Ursprungligen var Stureskolan en skola för döva och hörselskadade, och det kom döva eller gravt hörselskadade elever från hela landet dit. Sedermera en 1-6 skola. Sedan 1990-talet är 4-9 verksamheten förlagd till Engelbrektsskolan, sedan läsåret 04/05 är Stureskolan och 5-6 verksamheten på Engelbrektsskolan en enhet.